# 栄町 (徳島市)
栄町（さかえまち）は、徳島県徳島市の町名。西富田地区に属している。栄町一丁目から栄町四丁目まで存在する。郵便番号は〒770-0921。
- 人口：188人（2010年5月。徳島市の調査より）
- 世帯数：308世帯（同上）

## 地理

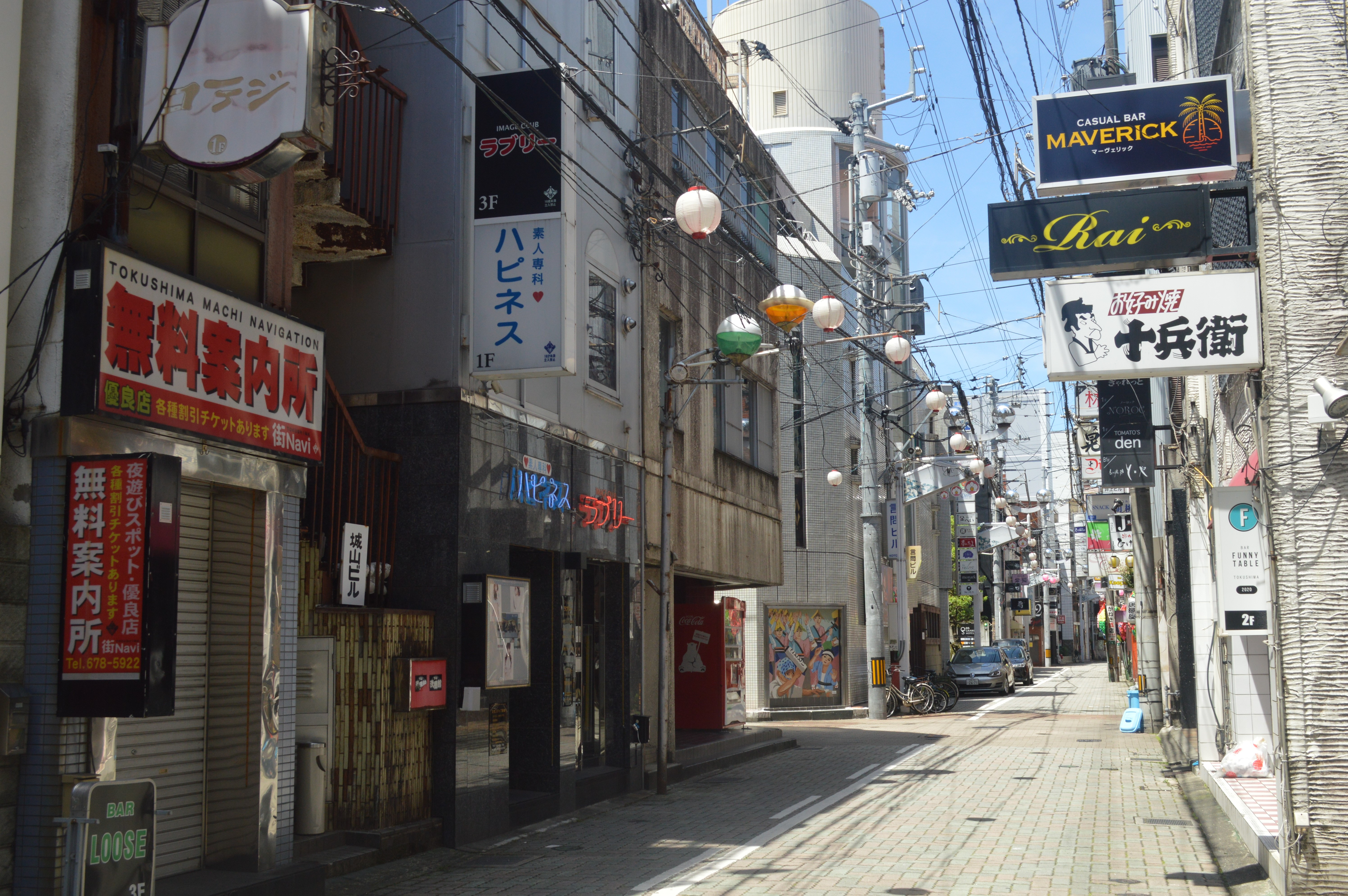
栄町の歓楽街

徳島市の東部、市街地の南西部に位置。東は秋田町、西は鷹匠町、の各歓楽街・商店街と接する。北から一丁目から六丁目に比較的整然と区画される歓楽街・商店街。特に一丁目から二丁目は第二次世界大戦後芸妓町として名高い富田町歓楽街の外緑として拡大を示し、東西に隣接する秋田町・鷹匠町と共に市の代表的な歓楽街と化した。
三丁目から六丁目は商店街。比較的市街中心地に近く、西方を国道439号が南北に走る。

## 歴史
元は富田浦町の一部で昭和15年より現在の町名となる。はじめは一丁目から四丁目、昭和50年からは一丁目から六丁目がある。町名は富田町に続く歓楽街として繁栄することを意味すると思われる。江戸時代には定普請丁と呼ばれた地にあたる。
第二次世界大戦前、一丁目には歌舞伎・新派の上演と、上村源之丞の人形座となった稲荷座があった。昭和20年6月22日米軍の500hg爆弾攻撃と、同年7月3日の徳島大空襲では、著しい戦火を受けた。戦後、一丁目・二丁目は富田町歓楽街の外延的拡大を示し、バー・キャバレー・ホテルなどが建てられ、秋田町・鷹匠町・富田町と共に市の歓楽街と化した。
同42年に西富田公園設置。同50年に南新地の一部を編入。

## 施設
- 西富田公園

## 交通

### 道路
一般国道
- 国道438号

都道府県道
- 徳島県道136号宮倉徳島線